# 4 Zapasowy Pułk Kawalerii
4 zapasowy pułk kawalerii – zapasowy oddział kawalerii Wojska Polskiego.
Sformowany w Łukach pod Żytomierzem jednocześnie z siedmioma innymi jednostkami zapasowymi na terenie ZSRR, według etatu 06/342, przewidującego stan stały 333 osoby i zmienny – 938.
Proporczyk na lance i na mundur czerwono-jasnoniebieski.

## Historia
Na podstawie rozkazu szefa Wydziału Wyszkolenia Głównego Sztabu Formowania z 27 lipca 1944 etat pułku rozszerzono i zorganizowano szkołę pułkową istniejącą do lutego 1945.
W związku z formowaniem 2 Armii WP i przeniesieniem jednostek WP z Ukrainy na ziemie polskie, 4 zapasowy pułk kawalerii rozlokowano w Hrubieszowie.
7 lutego 1945 4 pułk został przekazany do dyspozycji Dowództwa Okręgu Wojskowego – Lublin. Pułk brał udział w walkach ze zbrojnym podziemiem na terenie okręgu lubelskiego w powiatach hrubieszowskim i zamojskim. Wspólnie z Milicją Obywatelską brał udział w akcjach bojowych, gdzie w lasach w rejonie Uhnowa stoczył dwudniową walkę z liczącym 230 osób oddziałem Ukraińskiej Powstańczej Armii. Uczestniczył również w zagospodarowywaniu ziem zniszczonych działaniami wojennymi.
Działalność 4 zapasowego pułku kawalerii zakończył rozkaz ND WP nr 0117/org. z 7 maja 1945, na podstawie którego został on rozformowany. Na bazie tej jednostki zorganizowano 20 batalion strzelecki.

## Skład
Skład pułku był następujący:
- dowództwo,
- sztab,
- pluton łączności,
- szkoła podoficerów,
- szkoła weterynaryjna,
- pluton saperów,
- ambulans,
- wydział pol.-wych.
- pluton gospodarczy.

## Żołnierze pułku
Dowództwo pułku
- dowódca pułku – ppłk Józef Wojniłko
- zastępca ds. pol. – wych. – rtm. Antoni Kuśmierak
- szef sztabu – rtm. Jan Smolak

Szeregowcy
- Józef Cwetsch